# Ernst Reinhold von Hofmann
Pour les articles homonymes, voir Hofmann.
Ernst Reinhold von Hofmann (en russe : Эрнест Карлович Гофман) (Paistu, 8 janvier 1801-Dorpat, 23 mai 1871) est un explorateur et minéralogiste russe.

## Biographie
Il fait ses études à l'université de Dorpat et en 1823 participe comme géologue au voyage de Kotzebue autour du monde sur l'Entreprise (1823-1826) dont il publie les résultats dans le Geognostische Beobachtungen auf einer Reise um die Welt in den Jabren. En 1828, il parcourt le sud de l'Oural.
Professeur de géologie à l'université de Tartu (1833-1836) puis à l'université de Kiev (1837-1842), il fait des recherches en Sibérie en 1843 puis réalise une étude sur la rivière Kemi en Finlande (1844). En 1845, il est nommé professeur de minéralogie à l'université de Saint-Pétersbourg, poste qu'il va occuper jusqu'en 1863.
En 1847, 1848 et 1850, il dirige une expédition de la Société géographique de Russie dans la partie la plus septentrionale de l'Oural. Il obtient alors la Médaille Constantin en récompense de ses travaux. De 1853 à 1859, il retourne dans l'Oural et y dresse des cartes géologiques et géographiques.
En 1865, il devient directeur de la Société Impériale de minéralogie.

## Œuvres
- Geognostische Untersuchung der Süd-Uralgebirges, 1831
- Ueber die Entdeckung edler Metalle dans Russland und deren Ausbeute, 1846
- Reise nach den Goldwiischen Ost-Sibiriens, 1847
- Guide de la minéralogie pour les lycées, 1853
- Materialien zur Anfertigung Geologischer Karten der Kaiserlichen Bergwerks-Distrikte des Ural-Gebirges, 1870

## Hommage
L'île Hofmann dans l'archipel François-Joseph a été nommée en son honneur par Julius von Payer en 1874.